# Iván Petlin

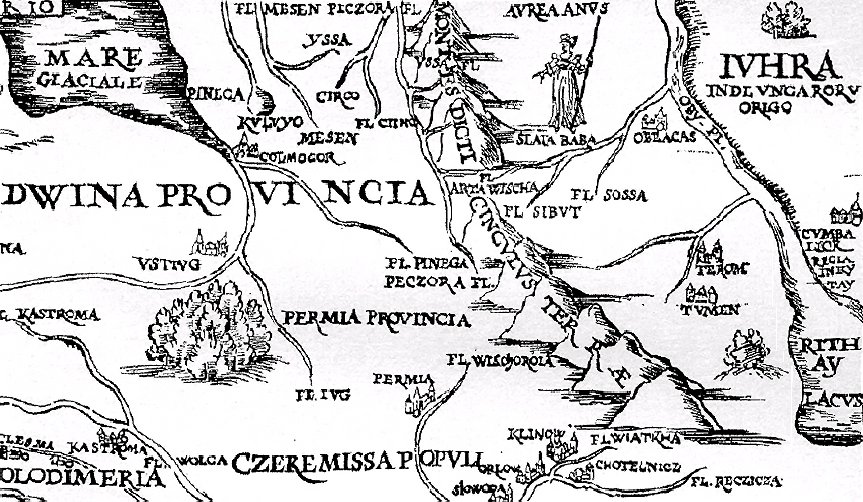
Mapa de Rusia (Moscovia) publicado por Sigismund Herberstein en 1549. (Fragmento: ángulo NE). Se creía que el Obi nacia del lago de China (Kithay lacus), junto al que está el reino de la China, con su capital en Khanbalik. Este grabado fue reproducido en mapas posteriores, por ejemplo en el Mapa de Asia de Jodocus Hondius (que sigue).

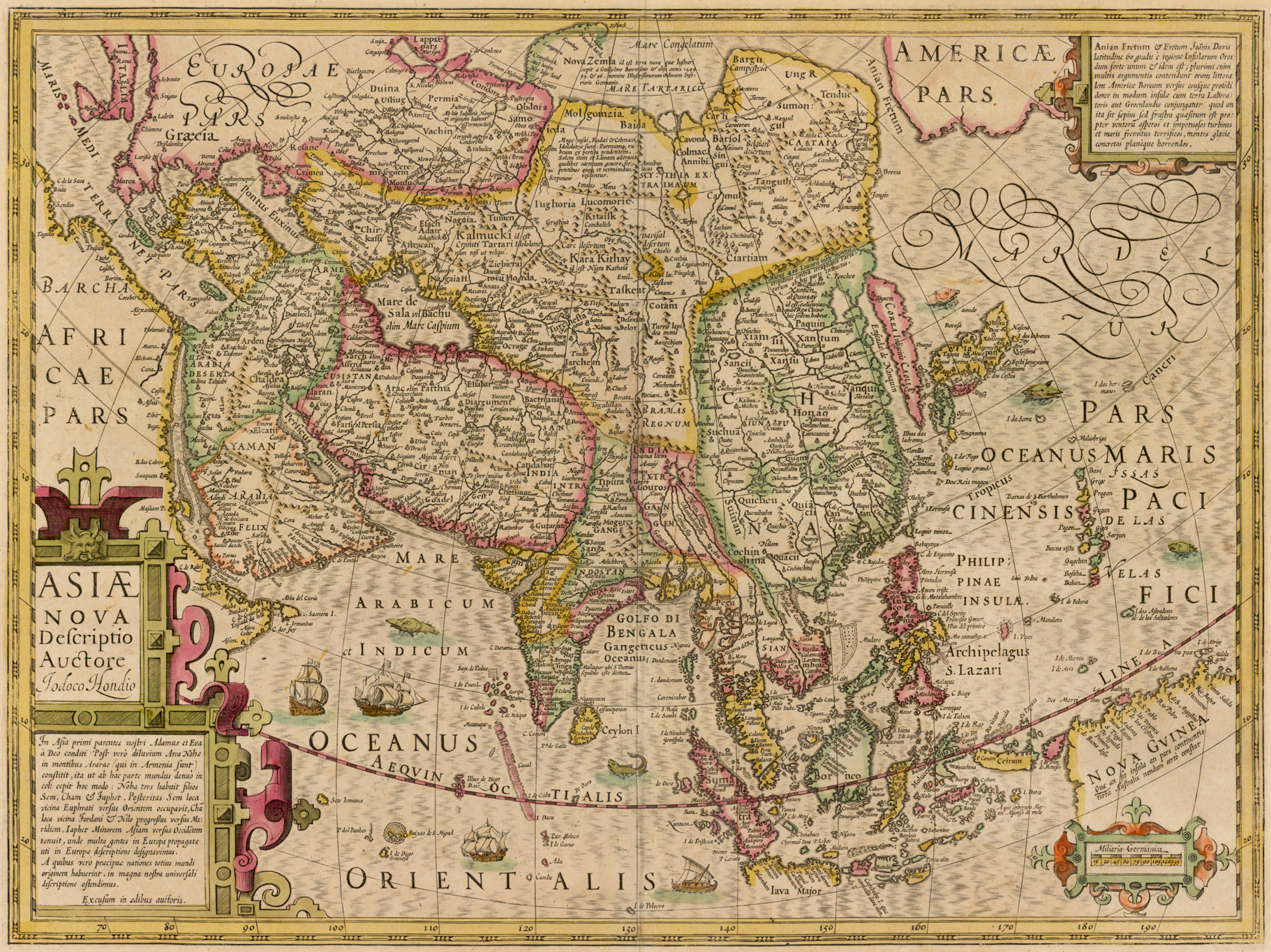
En la época del viaje de Petlin, los europeos eran conscientes de que el país de Kitaisk, con la capital en Combalich, estaba al lado de Siberia meridional, y que tal vez incluso era accesible a través del río Obí, aunque no necesariamente lo identificaban ni con el Cataia (capital, Cambalu) de Marco Polo ni con la China (capital, Paquin) (Mapa de Jodocus Hondius, 1610)

Iván Petlin (en ruso: Иван Петлин; en forma diminutiva del siglo XVII, Ивашко Петлин, Ivashko (Evashko) Petlin), fue un cosaco siberiano, recordado por haber sido el primer ruso que alcanzó China en una misión oficial (1618-1619). Su expedición pudo haber sido la segunda expedición europea en llegar a China por una ruta terrestre desde el oeste desde la caída de la dinastía Yuan (después de la del monje portugués,  Bento de Góis) . 
Aunque enviado por el zar no era oficialmente embajador. La misión fue equipada por los voivodas de Tobolsk y Tomsk. Petlin originalmente participaba como traductor y escribiente a las órdenes de Maksim Trupcheninov, pero en el último minuto Trupcheninov no pudo ir así que Petlin se convirtió en el líder de la misión. Iba acompañado de Andrei Mundov (Mundoff).
Petlin y Mundov dejaron la ciudad de Tomsk el 9 de mayo de 1618 —acompañado por dos enviados del kan de Altyn que estaban en la ciudad y que emprendían su regreso—, y fueron hacia el sur remontando el río Obi, cruzando la cordillera de Abakan, y yendo al sur hasta Tuvá y alrededor del lago Ubsa hasta la corte del kan de Altyn, siguiendo una ruta raramente utilizada en tiempos posteriores. Desde allí viajaron hacia el este, atravesando Mongolia hasta alcanzar la Gran Muralla China y llegando a Pekín a finales de agosto. No se les permitió ver al emperador Wanli porque no llevaban el tributo apropiado. Estaban de regreso poco antes de noviembre de 1619. Llevaban consigo una carta escrita en chino en la que se invitaba a los rusos a abrir el comercio con China, pero nadie en Rusia fue capaz de leerla hasta 1675.
El informe de Petlin es bastante vago y en él se mencionan: el Obí superior; varios ríos que desembocan en el lago Ubsa; los gobernantes locales que encontraron a través de Mongolia; una princesa Malchikatun que gobernaba algunas ciudades de Mongolia y que expedía permisos para cruzar la Gran Muralla; los mongoles negros del oeste de la muralla y los mongoles amarillos al este de ella; un 'zar de Hierro', cerca de Bujará, que enviaba diamantes a China (probablemente, una referencia al tributo comercial de jade de los kasgaros); la Gran Muralla (que él pensaba iba desde el Pacífico hasta Bujará); varias ciudades chinas en el camino a Pekín; Pekín; y un 'río Obí', que pensaba fluía al oeste desde Mongolia hasta el mar Amarillo. También menciona a los lamas, los templos con estatuas doradas, las murallas y puertas, las calles pavimentadas y los funcionarios que andaban con sombrillas amarillas sobre sus cabezas. En el informe enfatizaba el hecho notable de que las ciudades se construyesen con piedra.
Un relato de la expedición de Petlin fue traducido al inglés y luego fue publicado en el libro de Samuel Purchas, Pilgrims (vol. XIV) (1625). Ese relato fue aparentemente bien conocido en Inglaterra en el siglo XVII y se cree que John Milton se basó en él para su descripción de Mongolia.